# Hoplocampa testudinea
Hoplocampa testudinea är en stekelart som först beskrevs av Johann Christoph Friedrich Klug.  Hoplocampa testudinea ingår i släktet Hoplocampa och familjen bladsteklar. Arten är reproducerande i Sverige. Inga underarter finns listade i Catalogue of Life.